# Light House Melbourne
Light House Melbourne, también conocido simplemente como Lighthouse, es un rascacielos residencial situado en Melbourne (Australia). Ubicado en el 450 de Elizabeth Street, fue diseñado por Elenberg Fraser y promovido por Hengyi Australia. El rascacielos se eleva hasta una altura de 218 metros y tiene 69 plantas, que contienen un total de 607 apartamentos. La planta baja está ocupada por la recepción y una sala de correo, la octava planta contiene un gimnasio, piscina y sauna, y las demás plantas son residenciales. Tras su finalización en 2017, se convirtió en uno de los edificios residenciales más altos de Melbourne.

## Construcción
Propuesto en 2012, el rascacielos fue aprobado por el entonces ministro de Urbanismo Matthew Guy en ese mismo año, y en 2014, Guy aprobó una modificación del proyecto, que hizo que se añadieran plantas adicionales. La construcción del edificio empezó en mayo de 2015, hasta que fue coronado en febrero de 2017. Fue completado más tarde en ese mismo año.